# 余培林
余培林（1931年11月20日—2018年9月2日），字立本，生於江蘇省淮安縣，知名學者，曾任國立臺灣師範大學國文學系教授。退休後應聘為玄奘大學中文系講座教授。

## 生平
余培林1931年生於江蘇省淮安縣，父為私塾教席。自幼入私塾習古文，十二歲母親去世後輟學，後至印刷廠當學徒。1948年因時局動亂投身軍旅，隨政府遷台。1950年轉調空軍印刷所機械兵。公餘參加軍中補習教育，獲高中畢業同等學力檢定。
1956年考入國立臺灣師範大學國文學系就讀，1960年畢業後分發到基隆中學任教。1961年考取國立臺灣師範大學國文研究所。就讀期間曾任臺北市立松山初級中學代理老師。1963年，以學術論文《群經引詩考》為題通過口試，取得文學碩士學位。後任教於北二女中（臺北市立中山女子高級中學前身）。
1965年獲聘為國立臺灣師範大學國文學系專任講師。1968年升等為副教授。1973年升為教授。主講老子、詩經、爾雅等。其間曾擔任韓國啟明大學客座教授一年。1999年退休後，應聘為玄奘大學中文系講座教授。2002年獲中華民國政府頒發薪傳獎。2003年獲教育部頒授資深優良教師。
晚年患帕金森氏症,於2018年9月2日晚間9時因肺炎，病逝於台北市中興醫院，享年88歲。

## 學術
生平致力於詩經、老子研究與教學；自輓 : 一生沉浸詩三百，溫柔敦厚；全意踐行老五千，清靜無為。
所著《詩經正詁》。據季旭昇教授〈余培林先生的詩經學〉，有下列四點特色:一、力主《詩經》十九均為貴族所作；二、《詩經》之「興」，作用在情景交融，非只襯韻而已；三、會集同一文例，以求正解；四、對〈大雅〉、〈周頌〉之體會尤為深刻。
其《新譯老子讀本》。讀本雖為普及之書。但要能深入而淺出，導讀者於正路，故篇首之〈導讀〉，格外重要。余培林先生以為，《老子》在中國典籍中最具哲學性，〈首章〉即涉及存有論及宇宙論，此處不辨析清楚，其他各章必生扞格。故於「有、無」、「有名、無名」、「有欲、無欲」之辯證，出入百家，佐以出土竹簡，反覆推敲，期於準頭與準眼密合而後止。凡所論述，有原有本，成一家之言。
除詩經、老莊外，爾雅、論語、孟子均有所長。

## 著作
- 《新譯老子讀本》（台北：三民書局，2014年11月修定三版，ISBN 957-145-968-2）
- 《詩經正詁》（台北：三民書局，2005年2月修定二版，ISBN 957-144-161-9  ）
- 《老子—生命的大智慧》（台北：時報文化出版社，2012年8月修定版，ISBN 957-13-5614-X ）

### 學術論文
《群經引詩考》、《六十年來之爾雅學》、《論語導讀》、《呂氏春秋虛字集釋》、《爾雅引毛詩考》、《爾雅引毛傳考》、《爾雅引三禮考》

## 參看條目
- 國立台灣師範大學文學院

## 外部連結
- 台灣師大國文系教授余培林先生薪傳獎採訪 （页面存档备份，存于）